# Brillantina (serie televisiva)
Brillantina (The Outsiders) è una serie televisiva statunitense prodotta da Francis Ford Coppola e basata sul romanzo I ragazzi della 56ª strada del 1967 di S. E. Hinton e sul film omonimo del 1983. Trasmessa dalla Fox dal marzo al luglio 1990, la serie venne cancellata dopo 13 episodi.

## Trama
La serie è ambientata nel 1966 in Oklahoma ed è incentrata sulle vicende di tre fratelli orfani tra problemi adolescenziali e gli scontri tipici dell'epoca tra i socials (i piccolo borghesi) e i greasers (i ribelli anticonformisti). La serie racconta delle vicende della gang dei Greaser seguenti alla morte di Johnny e Dallas. L'episodio pilota inizia dal funerale di Dallas Winston.

## Personaggi e interpreti
- Ponyboy Curtis (13 episodi, 1990), interpretato da Jay R. Ferguson.
- Sodapop Curtis (13 episodi, 1990), interpretato da Rodney Harvey.
- Darrel 'Darry' Curtis (13 episodi, 1990), interpretato da Boyd Kestner.
- Steve Randle (13 episodi, 1990), interpretato da Harold Pruett.
- Keith 'Two-Bit' Mathews (13 episodi, 1990), interpretato da David Arquette.
- Tim Shepard (13 episodi, 1990), interpretato da Robert Rusler.
- Sherri 'Cherry' Valance (13 episodi, 1990), interpretata da Kim Walker.
- Belinda 'Scout' Jenkins (13 episodi, 1990), interpretata da Heather McComb.
- Soc (13 episodi, 1990), interpretato da Bob Casper.
- Buck Merrill (10 episodi, 1990), interpretato da Billy Bob Thornton.
- Randy Anderson (6 episodi, 1990), interpretato da Scott Coffey.
- Marcia (5 episodi, 1990), interpretata da Jennifer McComb.
- Sheila (4 episodi, 1990), interpretata da Kristin Minter.
- Vice Principal (4 episodi, 1990), interpretato da Jack Rader.
- Gregg Parker (4 episodi, 1990), interpretato da Sean Kanan.
- Fred (4 episodi, 1990), interpretato da Anthony Jensen.

## Produzione
L'episodio pilota della durata di 90 minuti diretto da Alan Shapiro e Sharron Miller funge da seguito al film ed inizia con alcune scene del film mostranti Dallas Winston (Matt Dillon) fuggire dalla polizia ed essere da essa ucciso.
Alan Shapiro scrisse e diresse l'episodio pilota, andato in onda in un'anteprima speciale il 25 marzo 1990 (sette anni dopo l'uscita del film), che totalizzò 14,1 milioni di spettatori. Quando la serie fu spostata nella fascia oraria regolare delle sette di sera, le valutazioni rapidamente crollarono. Dopo otto episodi, la Fox annullò la serie; i restanti cinque episodi andarono in onda a luglio e ad agosto del 1990.
L'episodio pilota della serie è stato distribuito in Italia in vhs come un film autonomo dal titolo I ragazzi della 56ª strada 2.

## Distribuzione
La serie fu trasmessa negli Stati Uniti dal 25 marzo 1990 al 22 luglio 1990 sulla rete televisiva Fox. In Italia è stata trasmessa con il titolo Brillantina.
Alcune delle uscite internazionali sono state:
- negli Stati Uniti il 25 marzo 1990 (The Outsiders)
- in Francia il 13 maggio 2000
- in Italia (Brillantina)

## Episodi
| Stagione       | Episodi | Prima TV USA | Prima TV ITA |
| -------------- | ------- | ------------ | ------------ |
| Stagione unica | 13      | 1990         | 1993         |